# Incisitermes minor
Incisitermes minor är en termitart som först beskrevs av Hagen 1858.  Incisitermes minor ingår i släktet Incisitermes och familjen Kalotermitidae. Inga underarter finns listade i Catalogue of Life.

## Bildgalleri

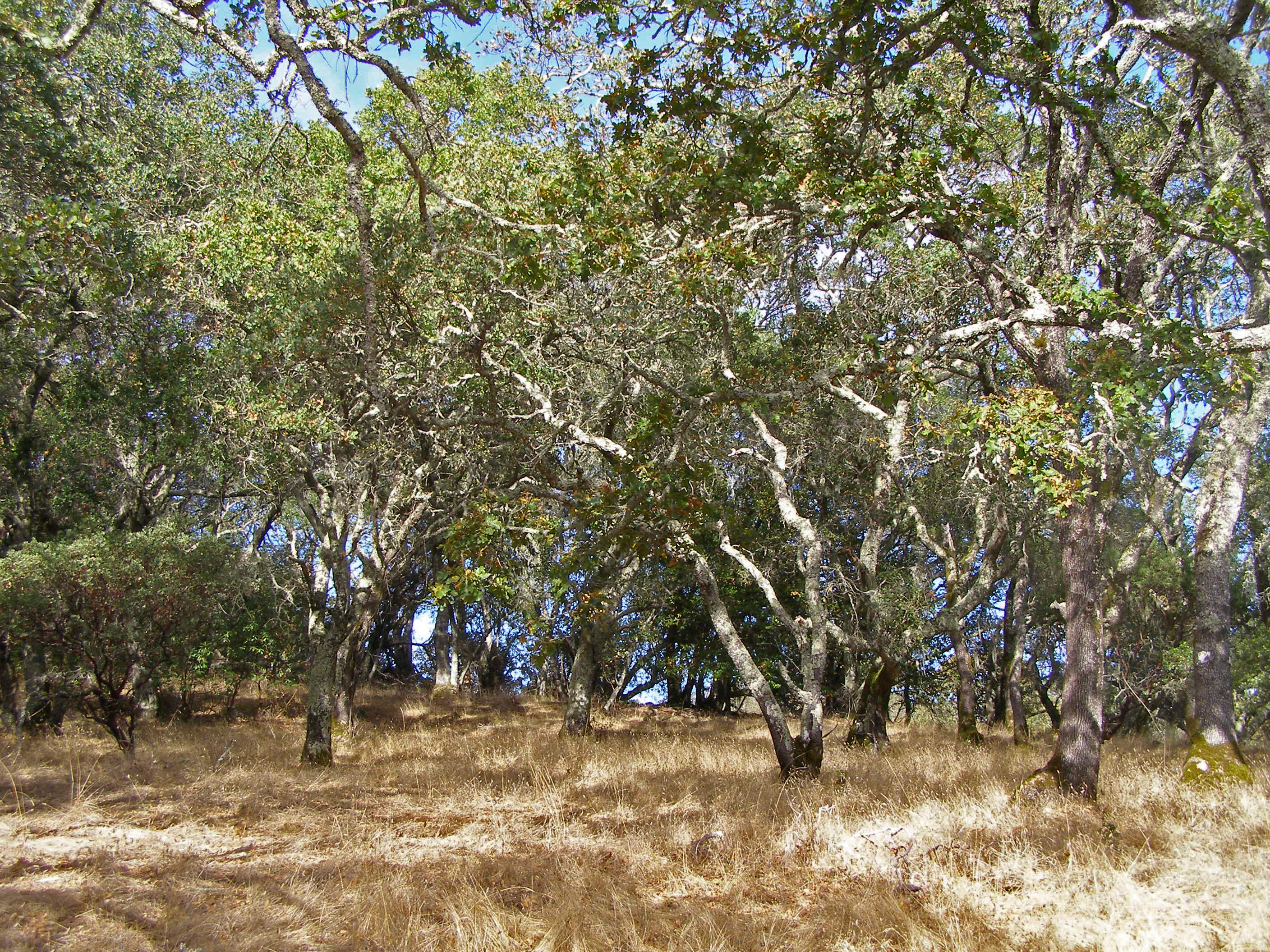
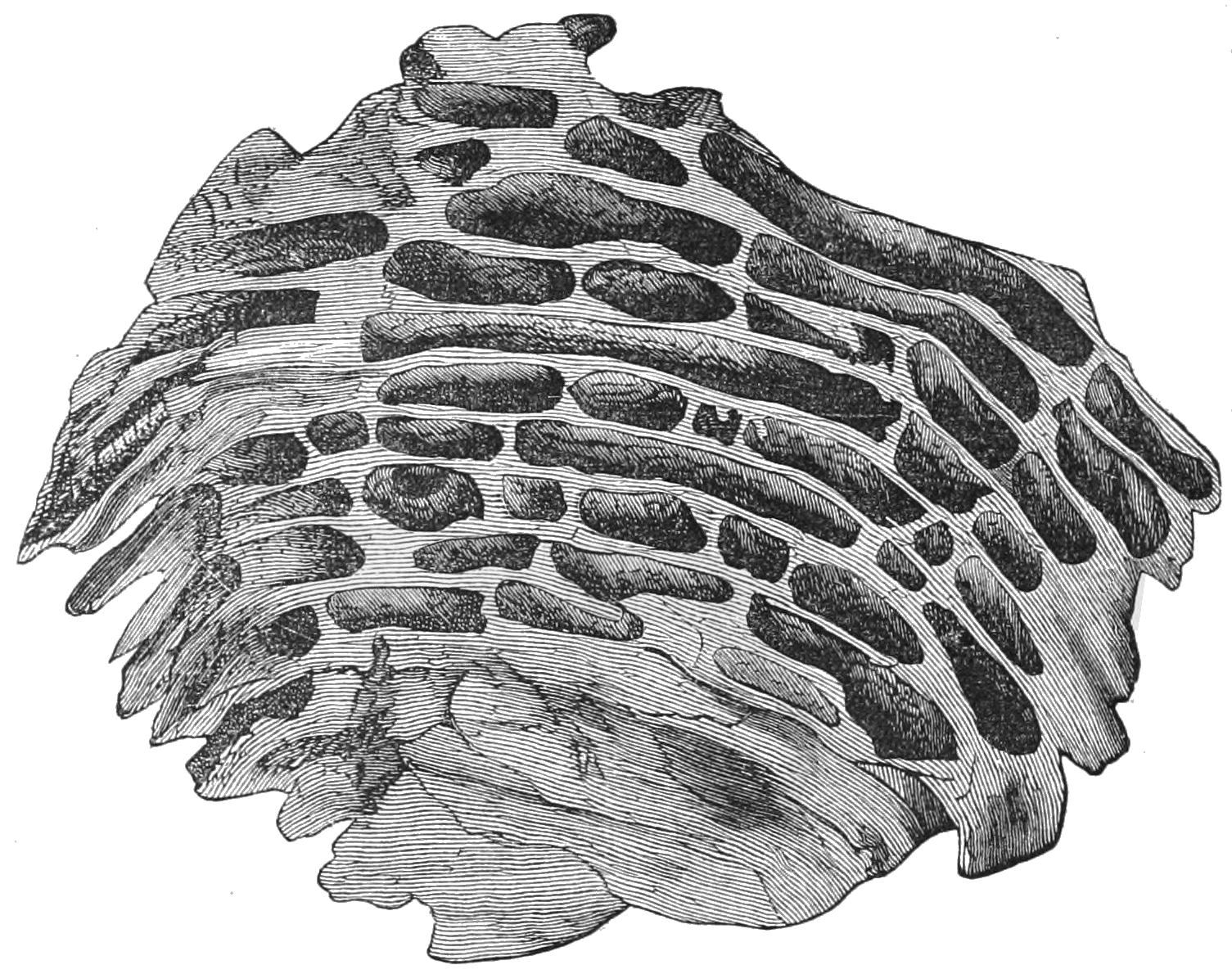